# Četrtkov klub za umore (zbirka)
Četrtkov klub za umore je serija knjig o skrivnostnih umorih pisatelja in televizijskega voditelja Richarda Osmana.

## Ozadje
Prva knjiga v seriji je bila objavljen septembra 2020. Četrtkov klub za umore je bil Osmanov literarni prvenec ter je prejel veliko odobravanje kritikov in javnosti ter bil velik finančni uspeh, saj je knjiga postala prva božična uspešnica v Združenem kraljestvu debitantskega avtorja. Četrta knjiga Zlu za petami je dne 8. oktobra 2023 končala na prvem mestu na seznamu najbolje prodajanih knjig New York Timesa. Njegove knjige so bile v Združenem kraljestvu prodane v več kot deset milijonih izvodov.

## Pregled
Osmanov prvi kriminalni roman Četrtkov klub za umore je bil objavljen, dne 3. septembra 2020 pri založbi Viking Press. Serija Četrtkov klub za umore je postavljena v luksuzno vas upokojencev v Kentu, kjer se štirje stanovalci zberejo, da bi raziskali nerešene primere zločinov. Klub za razpravo in preiskavo primerov sestavljajo nekdanja vohunka Elizabeth Best, sindikalist Ron Ritchie, medicinska sestra Joyce Meadowcroft in psihiater Ibrahim Arif.

## Knjige v seriji
1. Četrtkov klub za umore (2020)
2. Mož, ki je umrl dvakrat (2021)
3. Strel v prazno (2022)
4. Zlu za petami (2023)

Avgusta 2024 je Osman objavil, da bo peta knjiga v seriji izšla leta 2025.

### Filmska adaptacija
Prva knjiga v seriji bo leta 2025 doživela filmsko priredbo režiserja Chrisa Columbusa. Film vključuje igralsko zasedbo, ki jo vodijo Helen Mirren kot Elizabeth, Pierce Brosnan kot Ron, Ben Kingsley kot Ibrahim in Celia Imrie kot Joyce. Film bo izšel na Netflixu.